# Rezolucja Rady Bezpieczeństwa ONZ nr 2
Rezolucja Rady Bezpieczeństwa ONZ nr 2 – rezolucja przyjęta 30 stycznia 1946 r.
Wzywa Iran i Związek Radziecki do rozwiązania konfliktu dotyczącego rozmieszczenia wojsk radzieckich w Iranie. Rada Bezpieczeństwa zachęca strony do poinformowania Rady o wynikach osiągniętych podczas negocjacji. W międzyczasie Rada zachowuje prawo do żądania w każdej chwili informacji o przebiegu takich negocjacji.
Przyjęta jednogłośnie na piątym spotkaniu.